# Milton Thiago de Mello
Milton Thiago de Mello (* 5. Februar 1916 in Rio de Janeiro; † 1. Oktober 2024 in Brasilia) war ein brasilianischer Tiermediziner und Primatologe.

## Leben
Milton T. de Mello absolvierte 1937 die Escola de Veterinária do Exército (Tiermedizinische Schule der Armee) und promovierte 1946 im Fach Mikrobiologie an der Escola Nacional de Veterinária. Er arbeitete zunächst als Tierarzt für die Brasilianischen Streitkräfte, dann am Instituto Oswaldo Cruz.
Er war als Dozent am Colégio Militar do Rio de Janeiro tätig, dann als Professor für Zoologie an der Universidade de Brasília, wo er ein Zentrum für Primatologie gründete. Zu seinen weiteren Forschungsschwerpunkten zählten Zoonosen. Zudem war er Professor an der Universidad Autónoma de Santo Domingo und an der University of California. Er war auch Berater der Weltgesundheitsorganisation. Außerdem war er Mitglied zahlreicher wissenschaftlicher Gesellschaften wie zum Beispiel der Real Academia de Ciências Veterinárias in Madrid, der Academia Nacional de Agronomia y Veterinaria, der American Academy of Microbiology und der New York Academy of Sciences.

## Ehrungen
Im Jahr 1988 wurde er zum Honorary Fellow der Zoological Society of London ernannt. Im Laufe seines Lebens begegnete er unter anderem Persönlichkeiten wie Königin Elisabeth II. von England, dem japanischen Kaiser Akihito und Papst Johannes Paul II.
Nach Milton Thiago de Mello erhielt der 2014 erstbeschriebene Feuerschwänzige Springaffe den wissenschaftlichen Namen Plecturocebus miltoni.

## Veröffentlichungen (Auswahl)
- mit Genesio Pacheco: Brucelose, 1956
- Primatologia. Uma fronteira em expansão da veterinária mundial, 1995
- Animais ameaçados de extinção, 1996